# Petra Stienen

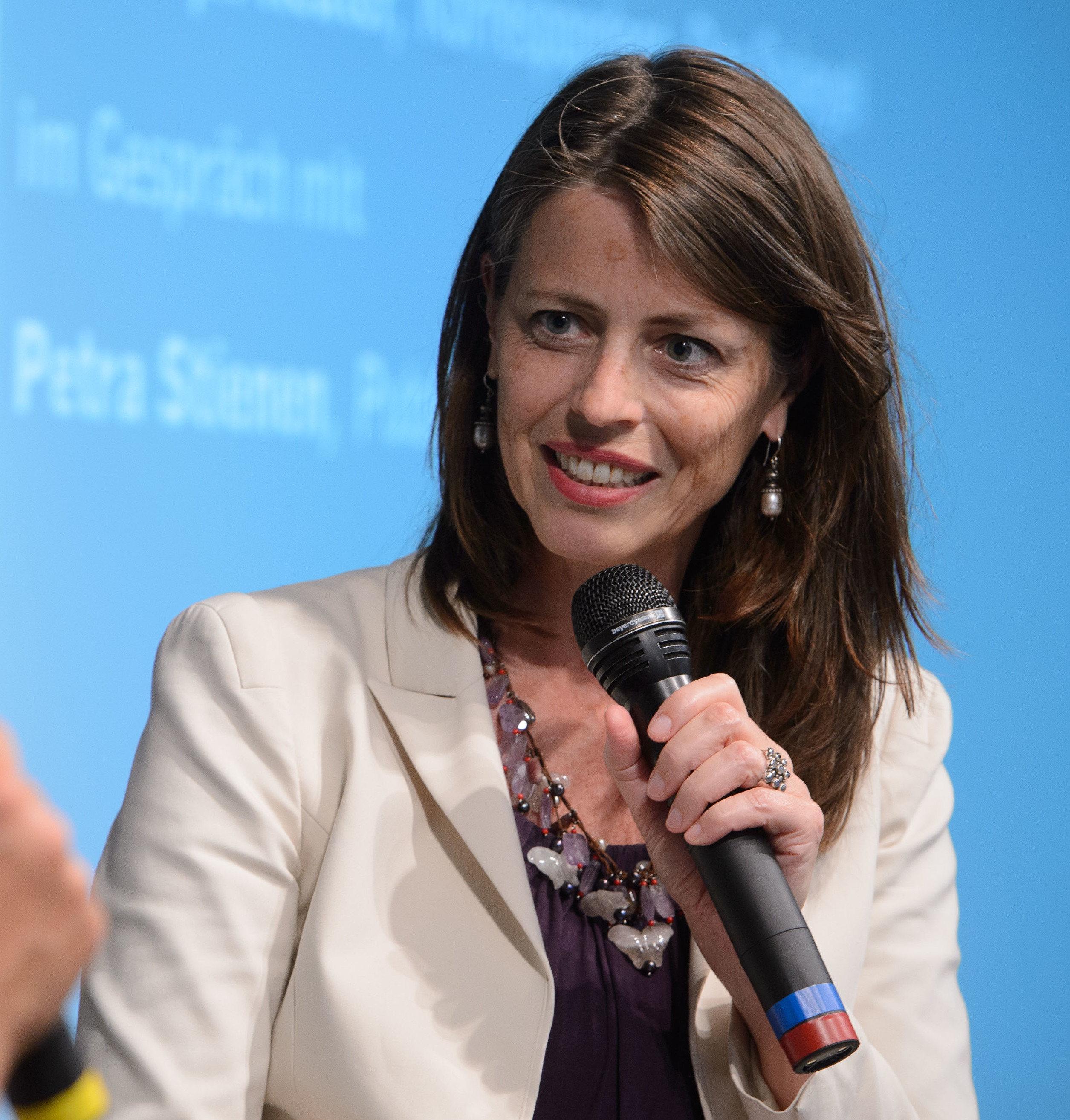
Petra Stienen (2015)

Catharina Petra Wilhelmina Johanna Stienen (* 8. Mai 1965 in Roermond) ist eine niederländische Arabistin und Politikerin. Nach einer Karriere als Diplomatin für die Niederlande und ihrer Tätigkeit als unabhängige Beraterin wurde sie im Juni 2015 Mitglied der Ersten Kammer der Generalstaaten für die Partei Democraten 66.  Stienen ist bekannt für ihre politischen Kommentare zur arabischen Welt, insbesondere während der arabischen Revolutionen, wobei sie ihren Focus darauf ausrichtete, die Stimmen zu stärken, die sich für soziale Gerechtigkeit, Würde und Gleichheit einsetzten.

## Kindheit und Ausbildung
Petra Stienen wurde in Roermond im Süden der Niederlande geboren. Stienen wuchs im Stadtteil Donderberg in Roermond auf und besuchte das Bisschoppelijk College Schöndeln in dieser Stadt.  Sie stammt aus einer römisch-katholischen Arbeiterfamilie, ihr Vater arbeitete als Anstreicher und ihre Mutter war Hausfrau. Ihr Engagement für die Förderung der Menschenrechte, insbesondere für Mädchen und Frauen, sowie ihr Einsatz für Chancengleichheit und soziale Gerechtigkeit wurden maßgeblich von diesem Hintergrund beeinflusst.
Sie studierte Arabistik an den Universitäten Leiden und Kairo fort und erwarb schließlich einen Masterabschluss in Nahoststudien an der School of Oriental and African Studies im Vereinigten Königreich. Ihre Fachkenntnisse in der arabischen Sprache und Kultur erleichterten ihr die Interaktion und Zusammenarbeit mit Menschen unterschiedlicher kultureller Herkunft.

## Diplomatische Karriere (1992–2009)
1992 begann Stienen ihre diplomatische Laufbahn und trat in den niederländischen auswärtigen Dienst ein. Sie war bis 1999 in Kairo stationiert, wo sich ihre Arbeit auf Menschenrechte, Entwicklung und Kultur konzentrierte. Von 1999 bis 2004 war sie in Damaskus, Syrien, tätig und befasste sich mit Asyl- und Menschenrechtsfragen. Nach ihrer Rückkehr in die Niederlande im Jahr 2004 wurde sie leitende politische Beamtin in der Genderabteilung des niederländischen Außenministeriums. Von 2005 bis 2009 übernahm sie die Funktion der stellvertretenden Leiterin der Nordamerikaabteilung und konzentrierte sich auf die bilateralen Beziehungen mit den Vereinigten Staaten.

## Strategische Beraterin, Autorin, Rednerin und Führungscoach (seit 2010)
Im September 2009 gab Petra Stienen ihre diplomatische Karriere auf, um als Beraterin tätig zu werden. Zu ihren Kunden zählten Regierungsbehörden, Nichtregierungsorganisationen, Regierungen und internationale Unternehmen. Ihre Kolumnen wurden regelmäßig in der feministischen Zeitschrift Opzij und der Tageszeitung The Limburger veröffentlicht, außerdem schrieb sie für NRC Handelsblad und De Volkskrant. Stienen verfasste in dieser Zeit vier Bücher. Sie wurde eine bekannte Fernseh- und Radiokommentatorin für die Politik des Nahen Ostens, namentlich die Revolutionen des sogenannten Arabischen Frühlings und trat häufig als Rednerin zu Themen wie der Rolle der Niederlande und Europas im Nahen Osten, Integration, Frauenrechten, Geschlechtergleichheit usw. auf.
Darüber hinaus ist sie für ihre professionelle Moderation von Konferenzen und Seminaren zu internationalen Angelegenheiten, Menschenrechten und Geschlechtergleichstellung bekannt. Stienen hat außerdem Führungskräfte in verschiedenen Bereichen zum Thema charismatische Führung gecoacht.

## Politische Karriere
Bei den Wahlen zur Ersten Kammer des Niederländischen Parlaments 2015 wurde Stienen als Vertreterin der Partei Democrats 66 gewählt und am 9. Juni 2015 vereidigt. Sie leistete bedeutende gesetzgeberische Beiträge, einschließlich der Verabschiedung des Gesetzesentwurfs zum Umweltgesetz. 2019 wurde sie für eine zweite Amtszeit gewählt, nun legte sie den Schwerpunkt ihrer Arbeit auf Asyl- und Migrationsrecht. Stienen war Mitglied des parlamentarischen Untersuchungsausschusses zur Antidiskriminierungsgesetzgebung und spielte eine Schlüsselrolle bei der Annahme einer feministischen Außenpolitik durch die niederländische Regierung.
Als Mitglied des niederländischen Parlaments ist Stienen seit 2017 Mitglied der niederländischen Delegation in der Parlamentarischen Versammlung des Europarats (PACE) und leitete die Delegation von 2019 bis 2023. Sie war Mitglied der Allianz der Liberalen und Demokraten für Europa (ALDE-PACE-Fraktion) und Mitglied in Ausschüssen zu den Themen Gleichstellung, Nichtdiskriminierung, Migration und Menschenrechte.

## Andere Aktivitäten
Petra Stienen leistet ehrenamtliche Arbeit und ist Mitglied verschiedener zivilgesellschaftlicher Organisationen.
Einige Funktionen in Auswahl:
- Vorstandsmitglied der sozialen Wohnungsbauorganisation Wonen Limburg (seit 2019)
- Vorstandsvorsitzende des Bonnefantenmuseums in Maastricht (seit 2019)
- Action For Hope, Mitglied des Vorstands und der Generalversammlung (seit 2015)
- European Council on Foreign Relations (ECFR), Mitglied des Rates (2014–2022)[7]
- Masterpeace, Vorstandsmitglied (2010–2016)
- Care International, Mitglied des niederländischen und internationalen Vorstands (2009–2015)[8]

## Privates
Stienen ist Vegetarierin und lebt in Den Haag.

## Veröffentlichungen
- Dromen van een Arabische lente. Een Nederlandse diplomate in het Midden-Oosten (Deutsch: Träumen von einem Arabischen Frühling. Ein niederländischer Diplomat im Nahen Osten). New Amsterdam, Amsterdam, 2008.
- Het andere Arabische geluid. Een nieuwe toekomst voor het Midden-Oosten? (Deutsch: Der andere arabische Laut. Eine neue Zukunft für den Nahen Osten?). New Amsterdam, Amsterdam, 2012.
- Terug naar de Donderberg. Portret van een wereldwijk (Deutsch: Zurück zum Donderberg. Porträt einer globalen Nachbarschaft). New Amsterdam, Amsterdam, 2015.
- Vergroot je charisma & krijg meer aandacht voor je verhaal. (Deutsch: Steigern Sie Ihr Charisma und gewinnen Sie mehr Aufmerksamkeit für Ihre Geschichte) Verfasst mit Maximiliaan Winkelhuis. Nieuw Amsterdam. Amsterdam, 2019.